# Håøya (Porsgrunn)
Håøya er en 2.4 km². stor ø der ligger mellem Mørjefjorden og Langangsfjorden helt sydøst i Porsgrunn kommune i Vestfold og Telemark fylke i Norge.
Øen er stejl og frodig, med flere gode badesteder. Her findes løvskove, strandenge og gamle blomsterenger. Store dele af øen (1.8 km² er beskyttet som naturreservat. Området har en rig flora og en interessant fuglefauna med en række ynglende rovfuglarter, hvorav flere er rødlistede. I nord er der forbindelse til fastlandet via en gangbro.
De første mennesker bosatte sig på Håøya for mange tusind år siden, i stenalderen, og der er fundet mængder af flinteredskaper og skår efter lerkar fra denne periode.
Øens grænse til Mørjefjorden i øst kan tyde på at det ifølge Snorres beretning var her omkring Olav den hellige, i det store søslag ved Nesjar, besejrede Svend Jarl palmesøndag 1016.
Op gennem tiden har der været mange fastboende på øen, og i perioden 1902-1947 havde øen egen skole.